# Torre de la Isleta
A Torre de la Isleta (vagy Torre de la Illeta, jelentése: „a kis sziget tornya”) a spanyolországi Campello egyik 16. századi műemléke.

## Története
A 16. század első felében a Földközi-tenger berber kalózai állandó rettegésben tartották a partvidék népét. Az ellenük való védekezés érdekében építették fel ezt az őrtornyot 1554 és 1557 között annak a védelmi rendszernek a részeként, amelynek építését Bernardino de Cárdenas valenciai alkirály rendelte el. Az alkirály minden egyes ilyen toronyhoz két gyalogos és két lovas katonát is rendelt. Amikor a toronyból megpillantottak egy érkező kalózhajót, a lovas katonák értesítették a közeli települések vezetőit, míg a toronyban maradtak nappal füst-, éjjel tűzjelekkel jelezték a többi toronynak a veszély közeledtét.
1990-ben vagy 1991-ben felújították és felvették a spanyol kulturális javak listájára.

## Leírás
A torony Spanyolország keleti partján, az Alicantétől kissé északkeletre fekvő Campello településen található. Alakja hengerszerű csonkakúp: míg lábánál 6, addig tetejénél 5 méter az átmérője. Mivel kapuja nem a talajszinten nyílik, hanem az első emelet magasságában, ezért a belépéshez régen létreára vagy kötélre volt szükség: ma egy külső fémlépcső vezet fel hozzá. Belseje egészen az ajtó szintjéig tömör, ettől a szinttől pedig egy belső lépcső vezet fel a tetejére.

## Képek

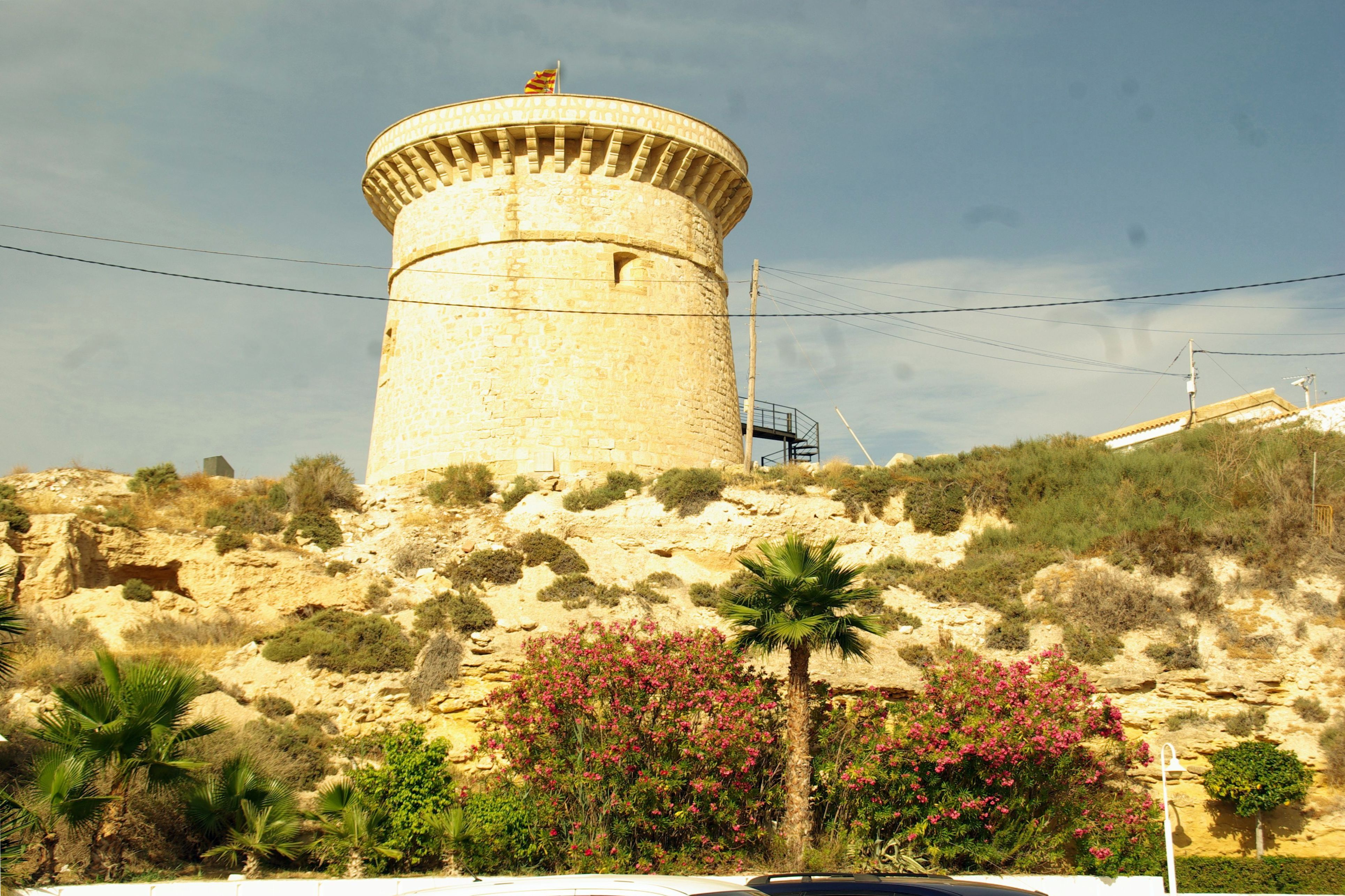
A torony és környezete
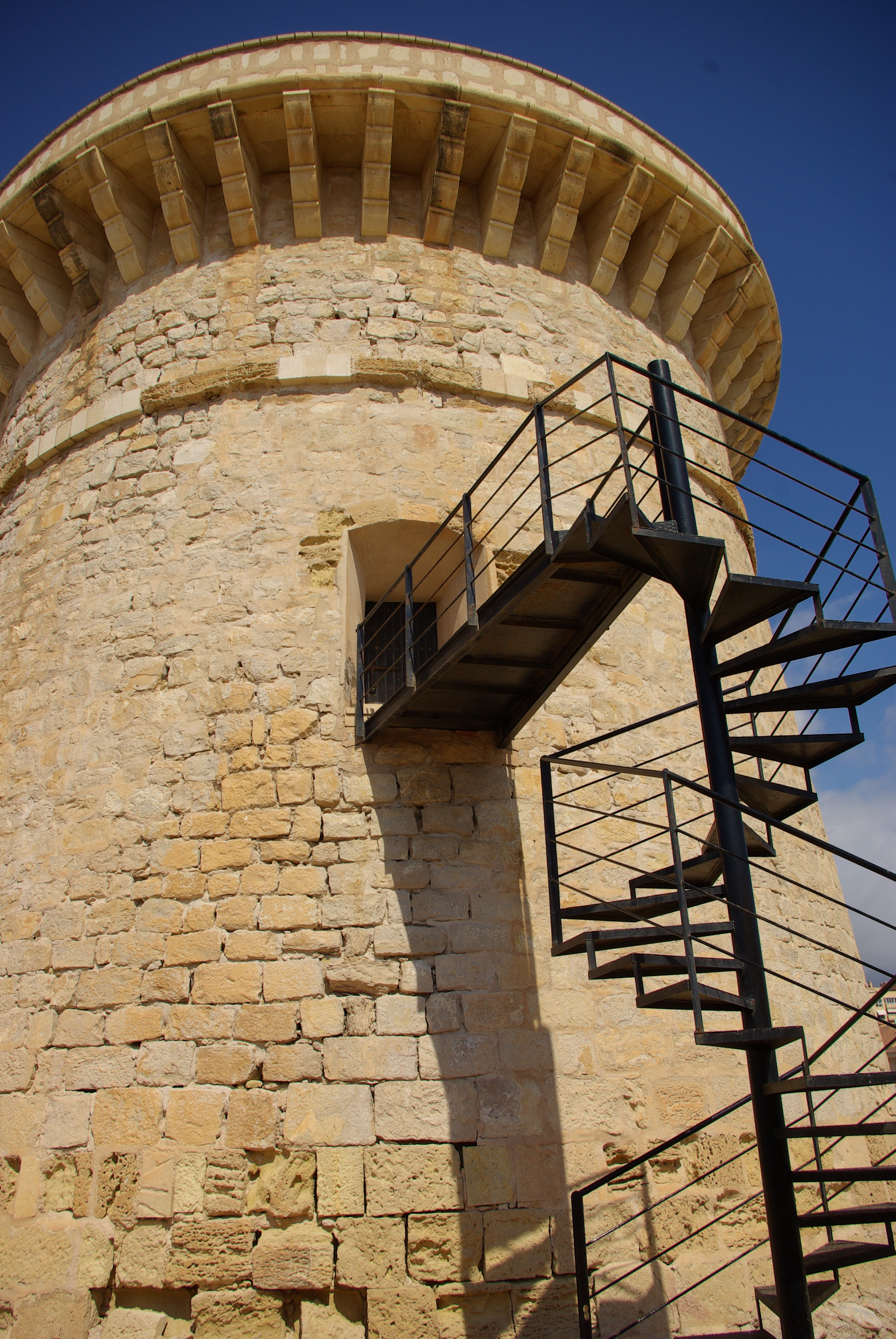
Közelről
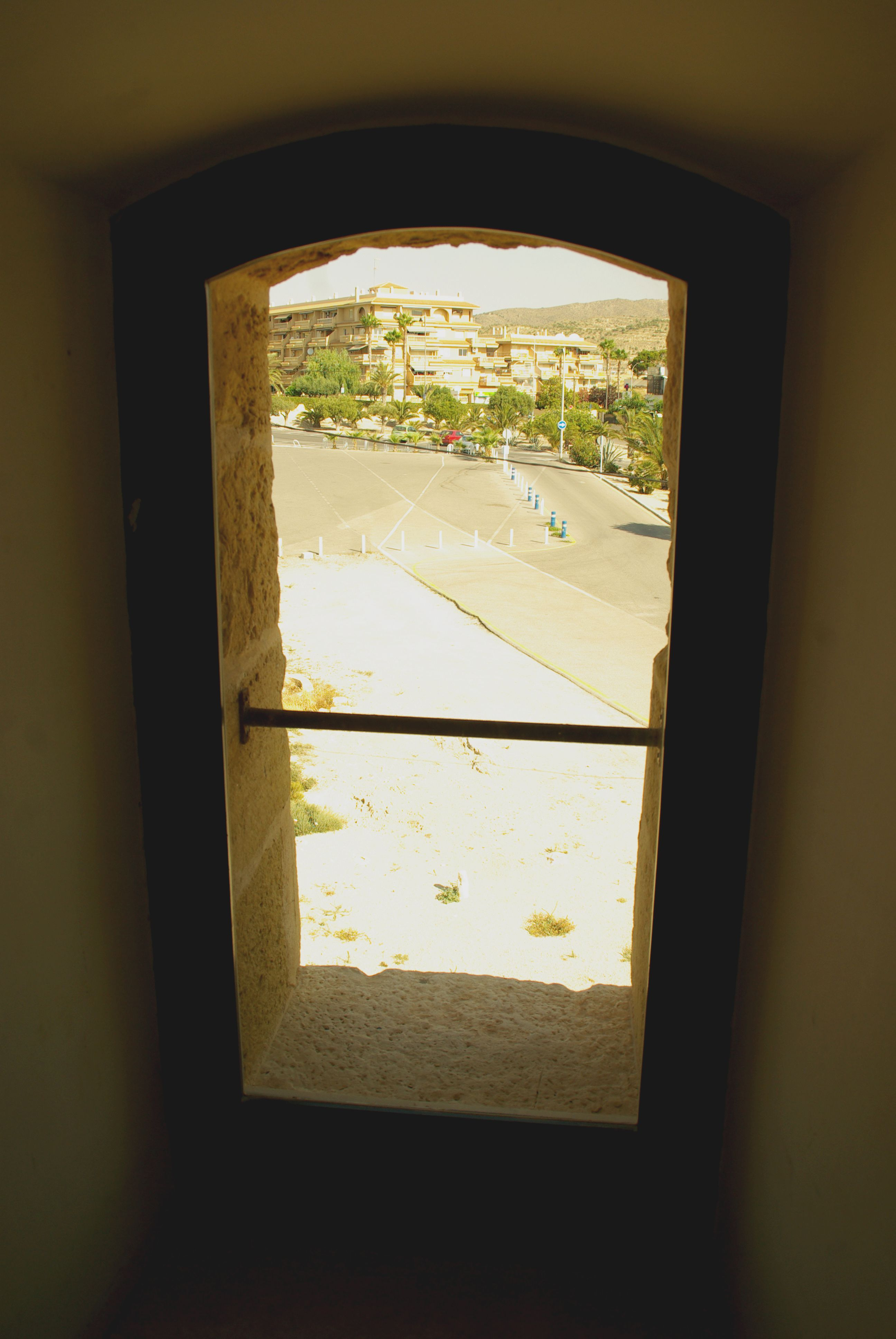
Kitekintés az építményből
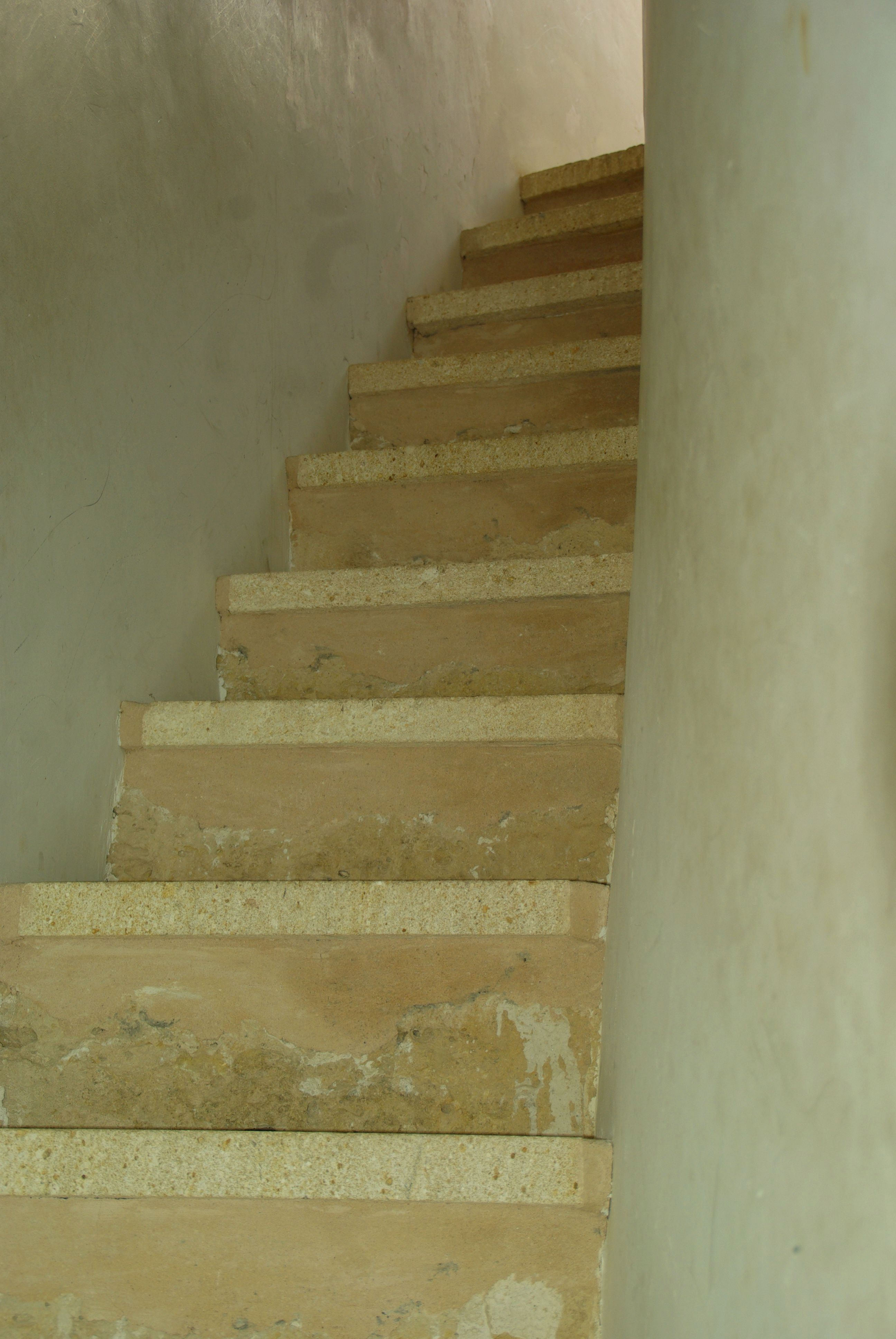
Lépcső a torony belsejében